# Chrysavgí (ort i Grekland, Thessalien)
Chrysavgí är en ort i Grekland.   Den ligger i prefekturen Trikala och regionen Thessalien, i den centrala delen av landet, 240 km nordväst om huvudstaden Aten. Chrysavgí ligger 111 meter över havet och antalet invånare är 475.
Terrängen runt Chrysavgí är platt åt sydväst, men åt nordost är den kuperad. Runt Chrysavgí är det ganska glesbefolkat, med 43 invånare per kvadratkilometer. Närmaste större samhälle är Trikala, 8,0 km väster om Chrysavgí. Trakten runt Chrysavgí består till största delen av jordbruksmark.